# Пепі II
Пепі II Неферкара (також Піопі II) — давньоєгипетський фараон з VI династії.

## Життєпис
Був молодшим сином фараона Пепі I й цариці Анехнес-Меріри II, однокровним братом Меренри I, онуком першого давньоєгипетського візира-жінки Небет. Вважається, що Пепі II успадкував престол у шестирічному віці та за легендою прожив до ста років. Таким чином, його правління тривало 94 роки та було найдовшим у світовій історії. Однак, висловлювались також припущення, що насправді фараон правив 64 роки, але неправильне сприйняття текстів Манефоном призвело до появи 94 років правління.
Його дядько, брат цариці Анехнес-Меріра тінський номарх Джау, призначений малолітнім фараоном на посади візира (чаті), головного судді й начальника столиці, імовірно, правив замість Пепі до досягнення останнім повноліття.

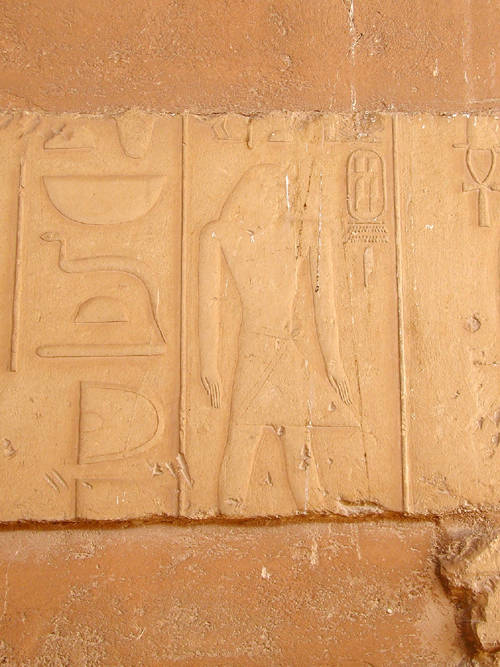
Написання імені Пепі II у «Саккарському списку 2» (Каїрський музей)

У зовнішній політиці Пепі II спирався на традиції умиротворення Нубії, що реалізовувались під час експедицій «начальника півдня» Хірхуфа (Хуфгора чи Хумгора), який доходив до Екваторіальної Африки та надсилав фараону рабів-пігмеїв; Нубія та Лівія регулярно поставляли до Єгипту найманців. Ще на 2-му році свого правління Пепі II відрядив до Іаму Хірхуфа з експедицією на кораблях. Останній привіз звідти багату здобич, зокрема чорношкірого карлика (пігмея), якому восьмирічний фараон особливо зрадів (у Стародавньому Єгипті пігмеї, що асоціювались із богом Бесом, використовувались як блазні).
Разом із тим, не всі походи Пепі II до Нубії завершились вдало. Так, під час походу на південь від Вавата номарх Елефантини Меху був убитий, після чого його син Себні зібрав військо у своїх володіннях та рушив на південь, щоб покарати плем'я, винне у загибелі батька. Похід пройшов успішно, Себні повернувся зі значною здобиччю й тілом батька. Потім Себні, який отримав титул «начальника півдня», на чолі великої флотилії був відряджений до Пунту. Звідти він привіз, окрім інших товарів, золото, слонову кістку, ладан, камедь і леопардові шкіри.
Коли в Нубії спалахнуло повстання войовничих племен Вавата й Ірчета, Пепі відрядив проти заколотників номарха Елефантини, «начальника чужоземних країн» Пепінахта. Останній повернувся після побиття повстанців, взявши великий полон і дітей вождів як заручників. Другий похід Пепінахта до тих областей був ще більш вдалим. Розгромивши противника, він доставив до Мемфіса десятки тисяч полонених, безліч великої та дрібної худоби, взяв у полон двох вождів та їхніх воєначальників.
Друга експедиція Пепі, відряджена в Пунт, завершилась невдало. Єгипетський вельможа Ананхет, «начальник моряків», який очолював експедицію, досягнув берега Червоного моря, але був убитий «жителями пісків» (херіуша) з племені аму. Разом з Ананхет загинув і його військово-морський загін. Пепі жорстоко помстився за смерть Ананхет, відрядивши проти кочівників каральну експедицію під керівництвом Пепінахта.

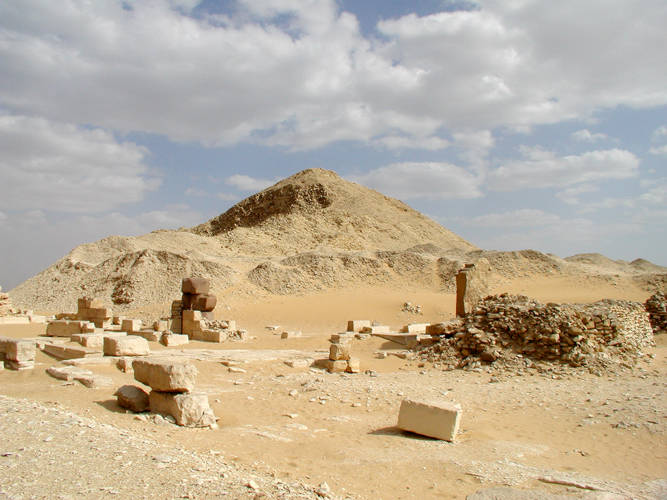
Рештки пірамідального комплексу Пепі II у Саккарі, що погано зберігся

Незважаючи на тривалість, правління Пепі II позначилось посиленням влади номархів — правителів номів. Наприклад, Пепі був змушений звільнити так званими імунитетними грамотами храмові господарства й багато поселень від державної повинності на «будинок царя», що свідчить про подальший занепад царської влади. В результаті, тенденції децентралізації призвели до падіння Стародавнього царства після смерті спадкоємців Пепі II — фараона Меренри II й цариці Нітокріс.
Комплекс пірамід Пепі II розташований у Саккарі, неподалік від гробниць правителів Стародавнього царства. Первинно висота його піраміди, що отримала назву Менх-анх («Поворот життя»), складала 78,5 метрів, але внаслідок поганого планування та наступу пісків вона має висоту 52 метри. Поряд з пірамідою було збудовано ще 7 пірамід-супутниць: 4 ритуальних і 3 для дружин Пепі Нейт, Ідут та Уджептен. Четверта дружина Пепі Імтес, можливо, зрадила йому, та у покарання залишилась без піраміди, для п'ятої — на ім'я Анхесенпепі (букв. «Та, хто живе заради Пепі») — фараон чомусь наказав збудувати тільки мастабу.